# Cairine Wilson
Cairine Wilson, född 1885, död 1962, var en kanadensisk politiker.
Hon var Kanadas första kvinnliga senator från 1930 till 1962. 